# Поляки (Омская область)
Поляки — деревня в Знаменском районе Омской области. Входит в состав Завьяловского сельского поселения.

## История
Основана в 1885 г. В 1928 г. заимка Поляки состояла из 13 хозяйств, основное население — белорусы. В составе Пушкаревского сельсовета Знаменского района Тарского округа Сибирского края.

## Население
| 1926 | 2002 | 2010 |
| ---- | ---- | ---- |
| 79   | ↘0   | →0   |